# Greatest Hits (Creed album)
Greatest Hits är ett greatest hits-samlingsalbum av rockbandet Creed. 
Albumet släpptes 22 november 2004, kort efter tillkännagivandet av bandets splittring, och att ledsångaren Scott Stapp och de andra medlemmarna i bandet skulle gå separata vägar. I albumet ingår också en DVD som innehåller alla bandets musikvideor och flera liveframträdanden. Det består av alla deras singlar som släppts i USA, men utelämnar deras enda andra singel, den internationella "Hide". Den 19 november 2008 blev albumet certifierat 2x Platinum av RIAA, och fram till april 2010 har albumet sålt 2 151 058 kopior i USA.

## Låtlista
Alla låtar skrivna av Scott Stapp och Mark Tremonti.
1. "Torn" (My Own Prison)
2. "My Own Prison" (My Own Prison)
3. "What's This Life For" (My Own Prison)
4. "One" (My Own Prison)
5. "Are You Ready?" (Human Clay)
6. "Higher" (Human Clay)
7. "With Arms Wide Open" (Human Clay)
8. "What If" (Human Clay)
9. "One Last Breath" (Weathered)
10. "Don't Stop Dancing" (Weathered)
11. "Bullets" (Weathered)
12. "My Sacrifice" (Weathered)
13. "Weathered" (Weathered)

## Innehåll på bonusdvdn
1. "My Own Prison"
2. "What's This Life For"
3. "Higher"
4. "With Arms Wide Open"
5. "What If"
6. "One Last Breath"
7. "Don't Stop Dancing"
8. "Bullets" (animated)
9. "My Sacrifice"
10. "Torn" (Live)
11. "Higher" (Live)
12. "Weathered" (Live)